# سیارک ۱۲۰۴۲
سیارک ۱۲۰۴۲ (به انگلیسی: 12042 Laques، نامگذاری:1997FC) دوازده هزار و چهل و دومین سیارک کشف شده‌است که در ۱۷ مارس ۱۹۹۷ کشف شد.
قدر مطلق سیارک برابر ۱۲٫۹۰ است.